# 西尔瓦努斯

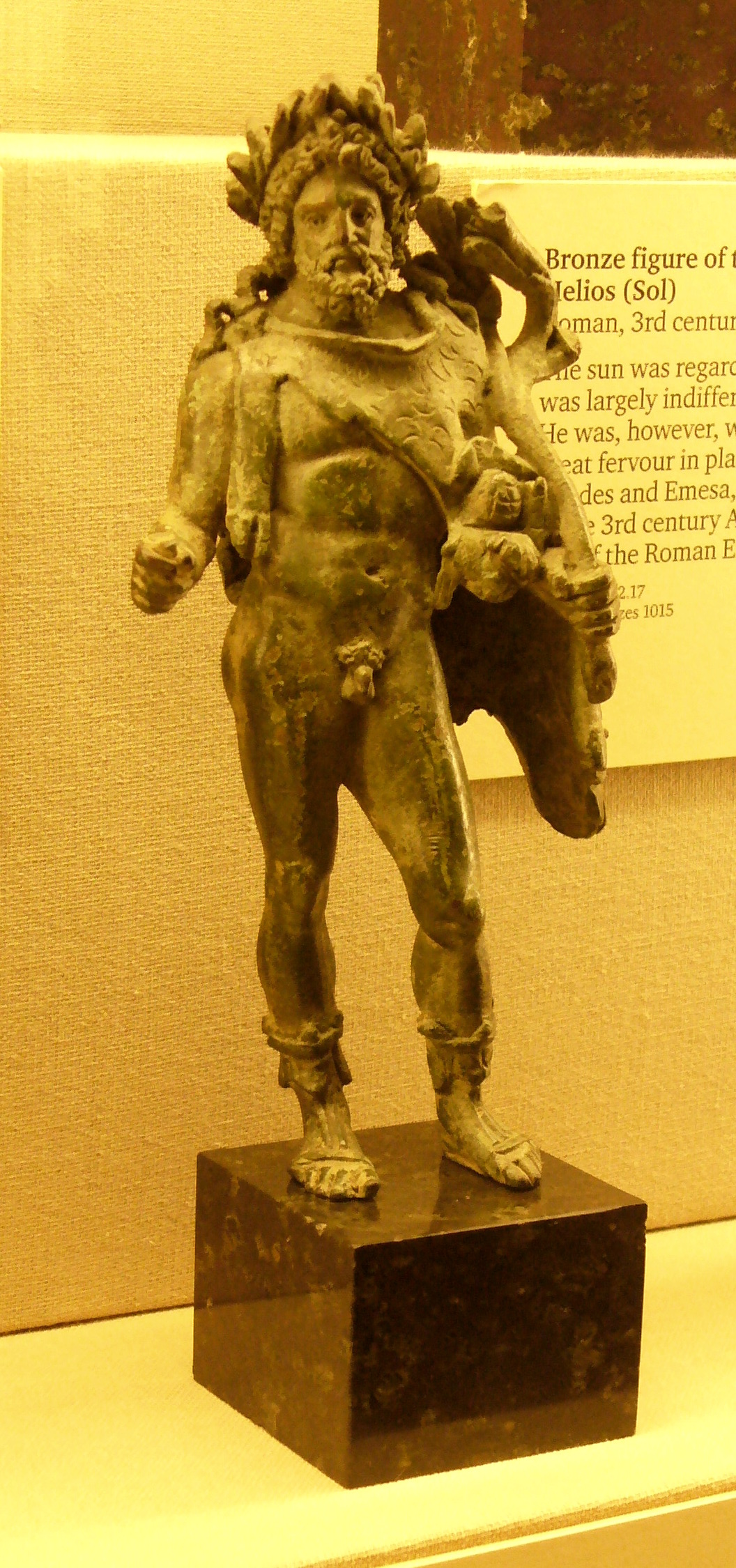

西尔瓦努斯（Silvanus），也译作“西凡纳斯”，是罗马宗教中的田野、森林之神，与牧神法乌努斯（Faunus）类似，负责看护林木、作物和牧群，并使其多产。西尔瓦努斯喜爱吹奏排箫，与法翁、宁芙为伴。罗马人将他等同于希腊人的自然之神“潘”（pan）和高卢人的“苏克鲁斯”（Sucellos）。

## 大眾文化中的西尔瓦努斯
西尔瓦努斯也是角色扮演游戏《龙与地下城》的被遗忘的国度设定中的一个绝对中立的神。他是强大神力的自然之神、橡树之父。通常以“年长父亲”（the Old Father）和“年少神行客”（the Young Strider）的形态出现，他的纹章是一枚青翠的橡树叶。“被遗忘国度”中的“西尔瓦努斯”的形象是以高卢人的“苏克鲁斯”为摹本设计的。